# GoldenEye
«GoldenEye» (англ. «Золоте око») — пісня, яку виконала американська співачка Тіна Тернер та яка стала головною темою фільму про Джеймса Бонда 1995 року «Золоте око». Автори музики і слів — Боно і Едж з U2.
Композиція була включена до альбому з оригінальним саундтреком до фільму, а також в дев'ятий студійний альбом Тернер Wildest Dreams. Пісня вийшла як сингл 7 листопада 1995 року.
Пісня стала великим хітом в Європі, очоливши угорський сингловий чарт і досягнувши топ-5 чартів Австрії, Фінляндії, Франції та Швейцарії, а також досягла десятої позиції в британському чарті . За межами континенту сингл був менш успішний, досягнувши сорок третьої позиції в Канаді, шістдесят третьої в Австралії і другої в американському Billboard Bubbling Under Hot 100.
Музичне відео для пісні зняв режисер Джейк Скотт, воно вийшло наприкінці жовтня 1995 року.
Спеціально для гри GoldenEye 007 Ніколь Шерзінгер виконала кавер-версію хіта .

## Чарти
| Chart (1995—1996)                              | Peak position |
| ---------------------------------------------- | ------------- |
| Австралія (ARIA)                               | 63            |
| Австрія (Ö3 Austria Top 75)                    | 5             |
| Бельгія (Ultratop Flanders)                    | 9             |
| Бельгія (Ultratop Wallonia)                    | 6             |
| Canada Top Singles (RPM)                       | 43            |
| Canada Adult Contemporary (RPM)                | 2             |
| Данія (IFPI)                                   | 9             |
| Європа (European Hot 100 Singles)              | 3             |
| Фінляндія (Suomen virallinen lista)            | 3             |
| Франція (SNEP)                                 | 3             |
| Німеччина (Official German Charts)             | 8             |
| Угорщина (Mahasz)                              | 1             |
| Ісландія (Íslenski Listinn Topp 40)            | 14            |
| Ірландія (IRMA)                                | 15            |
| Італія (Musica e dischi)                       | 5             |
| Нідерланди (Dutch Top 40)                      | 14            |
| Нідерланди (Mega Single Top 100)               | 17            |
| Норвегія (VG-lista)                            | 9             |
| Польща (LP3)                                   | 14            |
| Польща (Music & Media)                         | 1             |
| Шотландія (Official Charts Company)            | 13            |
| Швеція (Sverigetopplistan)                     | 6             |
| Швейцарія (Media Control AG)                   | 3             |
| Велика Британія (UK Singles Chart)             | 10            |
| Велика Британія (UK R&B Chart)                 | 2             |
| США Bubbling Under Hot 100 Singles (Billboard) | 2             |
| США (Hot Dance Club Songs) (Billboard)         | 22            |
| США (Hot R&B/Hip-Hop Songs) (Billboard)        | 89            |

| Чарт (1995)                          | Позиція |
| ------------------------------------ | ------- |
| Бельгія (Ultratop 50 Wallonia)       | 98      |
| Нідерланди (Dutch Top 40)            | 120     |
| Норвегія Christmas Period (VG-lista) | 14      |
| Швеція (Sverigetopplistan)           | 54      |

| Чарт (1996)                        | Позиція |
| ---------------------------------- | ------- |
| Бельгія (Ultratop 50 Flanders)     | 86      |
| Бельгія (Ultratop 50 Wallonia)     | 52      |
| Канада Adult Contemporary (RPM)    | 58      |
| Європа (European Hot 100 Singles)  | 25      |
| Франція (SNEP)                     | 66      |
| Німеччина (Official German Charts) | 73      |
| Нідерланди (Dutch Top 40)          | 155     |
| Швейцарія (Schweizer Hitparade)    | 36      |

| Регіон                                             | Сертифікація | Продажі  |
| -------------------------------------------------- | ------------ | -------- |
| Франція (SNEP)                                     | Срібний      | 171,000  |
| Німеччина (BVMI)                                   | Золотий      | 250 000^ |
| Швейцарія (IFPI Switzerland)                       | Золотий      | 25 000^  |
| ^відвантаження, що базуються лише на сертифікаціях |              |          |